# Cornus kousa
Cornus kousa là một loài thực vật có hoa trong họ Cornaceae. Loài này được F.Buerger ex Hance miêu tả khoa học đầu tiên năm 1873.

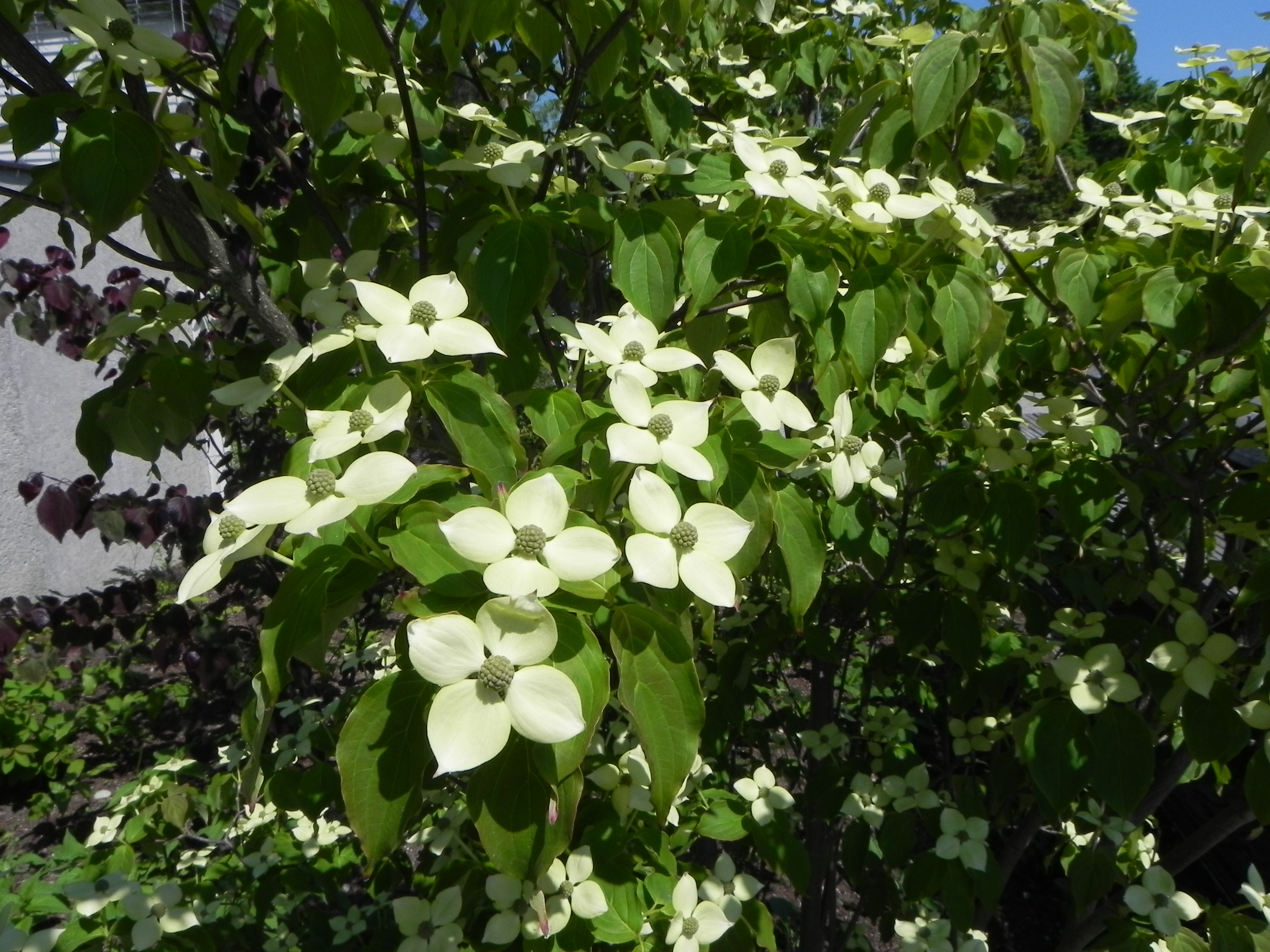
Cornus kousa ở vườn bách thảo München